# Miquel de Castillon
Miquel de Castillon o Castilho (fl. segle xiii) fou un trobador de Narbona. Probablement era un gentilhome de la vila de Narbona, ja que el seu nom apareix en una llista de provi homines consultat pels cònsols. Segurament fos de classe cavalleresca, pertanyent a la família de vassalls dels vescomtes de Narbona.
Segons una hipòtesi del romanista Josèp Anglada, es podria tractar de la mateixa persona anomenada Miquel de Gaucelm de Besiers que tenia lligams amb els trobadors de Besiers.
Miquel de Castillon, Codolet i Guiraut Riquier van compondre un tornejament (un partiment entre tres escriptors) anomenat A·n Miquel de Castilho (248.11 = 300.1 = 115a.1). Codolet o Codolen s'identifica probablement amb el Raymundus de Codoleto, definit com a civis Narbone (ciutadà de Narbona), originari de Codolet, a prop de Lo Pònt de Sent Esperit. Miquel de Castillon també apareix en un "concurs" poètic com a jutge d'un partiment de Guiraut Riquier i Falcó, anomenat Falco, dona avinen (248.28 = 147.1).